# Ploceus xanthopterus
El tejedor gorjipardo sureño (Ploceus xanthopterus) es una especie de ave paseriforme de la familia Ploceidae propia del África Austral.

## Distribución
Se encuentra diseminado por el África Austral, distribuido por Botsuana, Malawi, Mozambique, Namibia, el sur de la República Democrática del Congo, Sudáfrica, Tanzania, Zambia y Zimbabue.